# RMS Lucania
RMS Lucania foi um transatlântico britânico a vapor de propriedade da Cunard Line, construído pela Fairfield Shipbuilding and Company, na Escócia. Foi lançado em uma quinta feira no dia 2 de fevereiro de 1893.
Ele é quase idêntico ao seu companheiro de estaleiro RMS Campania. Lucania foi o maior navio do mundo após entrar em serviço em 1893. Em sua segunda viagem, ele ganhou o prestigiado Blue Riband, título que Lucania manteve até 1898.

## Construção
Lucania e Campania foram parcialmente financiados pelo Almirantado. O acordo foi que a Cunard iria receber dinheiro do governo para a construção dos navios, desde que os navios fossem emprestados para servir como mercantes armados quando exigido pelo governo. Os contratos foram adjudicados ao Fairfield Shipbuilding and Company, que na época era um dos maiores estaleiros de navios de guerra da Grã-Bretanha. A construção iniciou em 1891, apenas 43 dias após a Cunard anunciar seu novo navio.
Lucania e Campania tiveram os maiores motores de expansão tripla já instalados em um navio da Cunard. Estes motores foram também o maior do mundo na época, e ainda pode ser classificado até hoje o maior do tipo já construído. Os motores tinham 47 pés de altura, atingindo o piso duplo da sala de máquinas, ao longo de cinco decks. Cada motor possuía 5 cilindros. Cada motor foi localizado em um compartimento separado do motor de estanque. No caso de uma ruptura no casco dessa área, apenas um quarto do motor seria transbordado. Lucania tinha 16 compartimentos de estanques transversais, com as portas de estanque que podem ser fechadas manualmente no comando do telégrafo na ponte. Lucania flutuaria até com 2 compartimentos inundados.:xli

## Acomodação aos passageiros
Lucania e Campania ofereceram acomodações da primeira classe de passageiros o mais luxuoso possível. Cortinas de veludo pendurados dentro das janelas, enquanto as mobílias foram ricamente estofados. O estilo predominante era a Art Nouveau, embora outros estilos também estavam em uso, tais como o Renascimento Francês, que foi colocado na entrada das salas da primeira classe.
O salão de jantar da primeira classe foi descrito como estilo italiano modificado. As paredes foram ricamente esculpidas com pilastras e decorações.:xlii-xliii

## História
Em 15 de junho de 1901, Lucania se tornou o primeiro navio da Cunard a ser equipado com o sistema sem fio do Guglielmo Marconi, seguido pelo Campania.:30–31 Os dois navios fizeram história ao trocar transmissões de telegrafia.
Em outubro de 1903, Guglielmo Marconi escolheu o Lucania para realizar novos testes de telegrafia sem fio, e foi capaz de entrar em contato com as estações de rádio em Nova Escócia e Poldhu.:235 Assim, tornou-se possível transmitir notícias durante toda a travessia do Atlântico. Em 10 de outubro, Lucania fez história novamente com uma publicação de um jornal, com base nas informações recebidas pela telegrafia sem fio, enquanto esteve em alto mar.:41 :235

## Anos finais

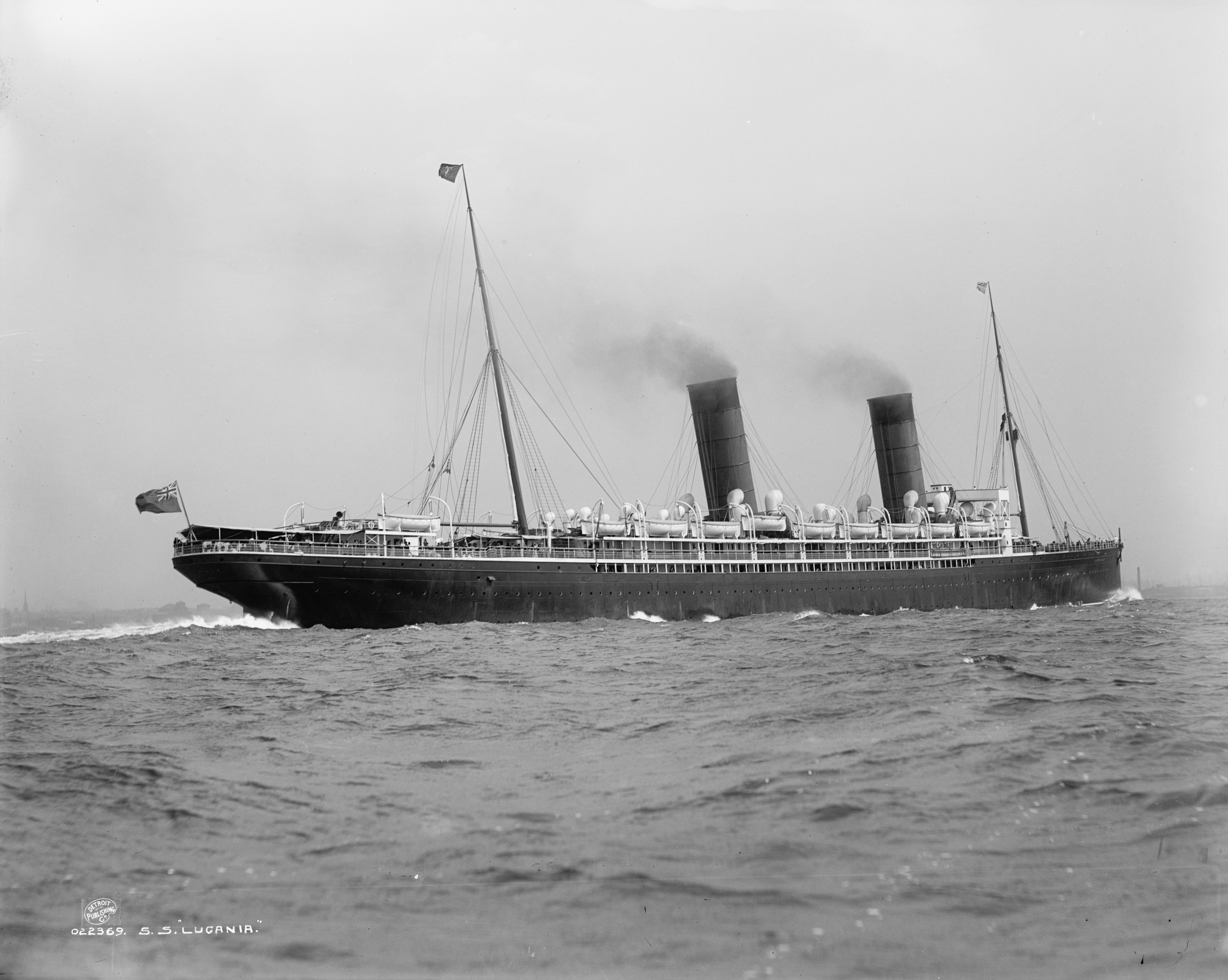
Lucania em alto mar

Lucania e Campania serviram como grandes navios de passageiros da Cunard por 14 anos, período em que ambos navios foram superados em velocidade e tamanho por diversos navios alemães, começando pelo SS Kaiser Wilhelm der Grosse em 1897. A competição alemã exigiu a construção de dois novos navios para a Cunard, que chegaram a ser concretizadas em 1907, após RMS Lusitania e RMS Mauretania entrarem em operação. Logo foi decidido que o Lucania não seria mais necessário, e sua última viagem foi em 7 de julho de 1909. Após a viagem, Lucania foi ancorado em Liverpool.
No dia 17 de agosto de 1909, o navio foi seriamente danificado por um incêndio, e parcialmente afundou enquanto esteve ancorado. Cinco dias depois, Lucania foi vendido para sucata, e a maior parte de seu interior foi leiloado.